# بیلی‌روبینوری
بیلی‌روبینوری (انگلیسی: Bilirubinuria) در پزشکی نوعی ناهنجاری است که در آن میزان بیلی‌روبین کونژوگه در ادرار بیش از حد است و تشخیص داده می‌شود.
اصطلاح بیلی‌اوریا به بیلی‌روبینوری بسیار شبیه است، اما عمومی‌تر است. این اصطلاح به وجود هرگونه رنگدانه صفراوی در ادرار اشاره دارد.
بیلی‌روبین کونژوگه در ادرار در ناهنجاری بیلی‌روبینمی در حدود ۳۰-۳۴ میلی‌مول در لیتر یا ۲۰ میلی‌گرم در دسی‌لیتر تشخیص داده می‌شود.  در این غلظت بیلی‌روبین کونژوگه در خون به صورت عنوان زردی غشاهای مخاطی و صلبیه ظاهر می‌شود.

## علل
شایع ترین علت بیلی روبینوری، بیماری سلول های کبدی است. علل نادرتر عبارتند از اختلالات ارثی، مانند سندرم دوبین جانسون و سندرم روتور.
اگرچه سندرم گیلبرت و سندرم کریگلر-نجار با افزایش بیلی روبین در سرم مشخص می شوند، بیلی روبین در این اختلالات ارثی کونژوگه نیست و در نتیجه از طریق ادرار دفع نمی شود.
افزایش استرکوبیلین (اوروبیلین) در مدفوع و ادرار ناشی از افزایش همولیز درون سلولی گلبول های قرمز است. تشکیل یک بیلی روبین غیر کونژوگه وارد روده، می دهد تعداد زیادی از stercobilinogen (urobilinogen). آخرین بار جذب خون می شود و به ادرار می رود.